# Apamea platinea
Apamea platinea är en fjärilsart som beskrevs av Georg Friedrich Treitschke 1825. Apamea platinea ingår i släktet Apamea och familjen nattflyn, Noctuidae. Två underarter finns listade i Catalogue of Life,  Apamea platinea armena (Eversmann, 1856) och Apamea platinea atlantica (Zerny, 1934)